# Lubomír Nohavica
Lubomír Nohavica (* 15. února 1957 v Novém Jičíně) je český hudební skladatel, textař, zpěvák a klavírista.

## Život
S muzikou začal již na základní škole a na gymnáziu, kdy s nejrůznějšími kapelami hrál vesměs převzatý repertoár na vesnických zábavách.
Poté našel své první autorské uplatnění v divadle Schod ve Valašském Meziříčí, kde se rozhodl, že chce hudbu dělat doopravdy.
V roce 1980 odešel na vojnu do Tábora, do armádního uměleckého souboru, což byla v podstatě jeho první profesionální štace. Hned po vojně v roce 1982 přišel do skupiny Abraxas, kde hrál na klávesy. V roce 1987 však již odešel hrát ke zpěvačce evropského formátu Marice Gombitové.
Brzy přišly ambice dělat vlastní hudbu, a tak v roce 1987 založil poslední federální kapelu Mandragora, která slavila obrovské úspěchy. Po emigraci zpěváka Marcela Palondera roku 1988 se ale kapela rozpadla, a tak o dva roky později odjel hrát na klavír do Švýcarska do piano baru.
Po návratu v roce 1992 však musel začít znovu. Jako host například vystupoval s Petrem Kalandrou na desce Bluessesion nebo v představení Hororband ve Studiu Ypsilon.
V roce 1998 napsal Písně strýca Matalíka, což je série vycházející z lašských kořenů. Z ní si poté vybral, a do svého repertoáru zařadil Vlasta Redl skladby Ej dudy moje a Bože můj, které dodnes patří mezi jeho nejúspěšnější hity.
Poté přišla spolupráce s Ester Kočičkovou na barové opeře „Rumunským psům“ a šansonovém recitálu. Během spolupráce s Ester vydali 4 řadová alba a dodnes vystupují jako šansonové duo po celé republice. Společně pak v roce 2009 založili spolupráci se slánským orchestrem Kujooni, se kterým nyní připravují album s názvem „Hudba, tanec, klobása“ v dechovkovém duchu.
Zároveň se také věnoval vlastnímu programu se skupinou Panenské víno, která postupně přerostla ve skupinu OGARI. S tou nyní pravidelně koncertují v proslulých pražských klubech jako např. Malostranská beseda, Vagon, Salmovská literární kavárna, Blues sklep, Carpe Diem a další. V roce 2010 byla skupina vybrána na účast na folkové Zahradě a za sebou má též vystoupení na dalších známých českých festivalech (např. Febiofest, Šansonfest, BluesAlive a další).
V roce 2009 získal angažmá v dětském divadle Minor ve hře Hon na Jednorožce, kde vystupuje dodnes.

## Rozhovory
- Rozhovor Český rozhlas 3 Vltava, Autor: Igor Malijevský, 2012
- Rozhovor pro MF Dnes, O tom pravém ořechovém, Autor: David Nesnídal, 2006
- Rozhovor pro Literární noviny, Všeci sú lepší jak já, Autor: Igor Malijevský, 2000

## Diskografie
- Abraxas- Manéž – LP – 1984, Panton
- Abraxas- Šťastnej blázen – LP – 1986, Panton
- Petr Kalandra a Blues Session, 1992
- Ester Kočičková, Lubomír Nohavica, S klavírem, Rumpsum 2001
- Ester Kočičková, Lubomír Nohavica, Druhé album, Rumpsum 2003
- Ester Kočičková, Lubomír Nohavica, Rumunským psům, Rumpsum 2005
- Ester Kočičková, Lubomír Nohavica, Černá orchidej, Rumpsum 2007
- Ester Kočičková, Lubomír Nohavica & Kujooni, Hudba, tanec, klobása, 2014
- Záviš, Lubomír Nohavica, Šansony, 2019